# إد جونغ
إد جونغ (بالإنجليزية: Ed Yong)‏ هو صحفي بريطاني، ولد في ديسمبر 1981.